# Торвискоза
Торвискоза (итал. Torviscosa) —  коммуна в Италии, располагается в регионе Фриули-Венеция-Джулия, в провинции Удине.
Население составляет 3056 человек (2008 г.), плотность населения составляет 67 чел./км². Занимает площадь 48 км². Почтовый индекс — 33050. Телефонный код — 0431.
В коммуне 15 августа особо празднуется Успение Пресвятой Богородицы.

## Демография
Динамика населения:

## Администрация коммуны
- Официальный сайт: http://www.comune.torviscosa.ud.it/